# Oniniwa Yoshinao
Oniniwa Yoshinao (鬼庭 良直?; 1513 – 1585) è stato un samurai giapponese del periodo Sengoku, servitore del clan Date.
Yoshinao servì Date Masamune, anche se tempo prima entrò nel sacerdozio e in tale veste fu conosciuto come Satsuki. Combatté nella battaglia di Hitadori (1585) dove fu uno dei comandanti di Masamune. Nonostante non portasse nessuna armatura a causa dell′età avanzata, si racconta che combatté furiosamente e prese molte teste. Purtroppo un elmo di colore giallo che indossava attirò l'attenzione del nemico ed egli fu ucciso. Le sue azioni aiutarono Masamune a ritirarsi dall'azione e gli valsero molti elogi postumi.
L'uomo che lo aveva ucciso, Kobuta Juro, fu catturato successivamente dai Date, ma fu risparmiato dal figlio di Yoshinao, Tsunamoto.